# Rillé
Rillé ist eine französische Gemeinde mit 314 Einwohnern (Stand: 1. Januar 2022) im Département Indre-et-Loire in der Region Centre-Val de Loire. Sie gehört zum Arrondissement Chinon und zum Kanton Langeais. Die Einwohner werden Rilléens genannt.

## Geographie

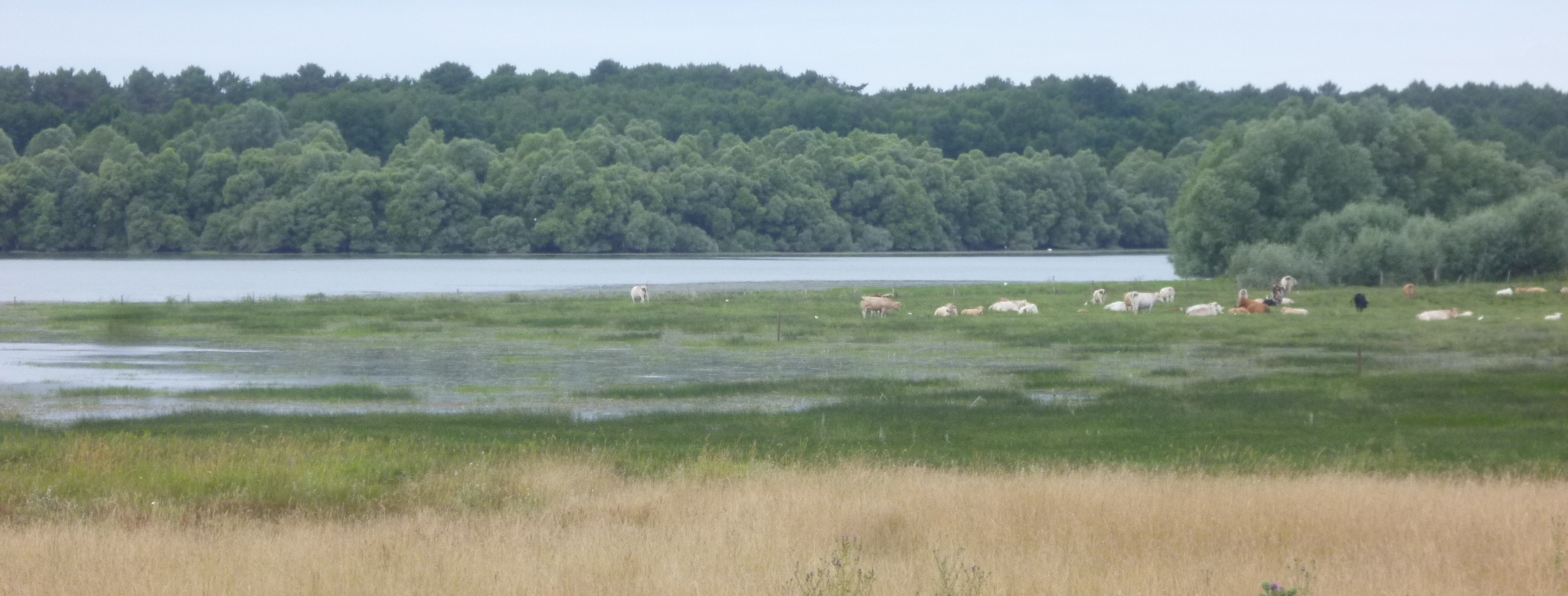
Lac de Rillé

Die Gemeinde Rillé liegt an der Grenze zum Département Maine-et-Loire, etwa 33 Kilometer westnordwestlich von Tours am Fluss Lathan, der hier zum Retenue de Pincemaille (auch Lac de Rillé genannt) aufgestaut wird. Die südliche Gemeindegrenze bildet der Fluss Changeon. Umgeben wird Rillé von den Nachbargemeinden Channay-sur-Lathan im Norden, Hommes im Osten, Continvoir im Süden, Gizeux im Süden und Südwesten sowie Noyant-Villages im Westen.

## Geschichte
Während des Mittelalters war der Ort schwer befestigt und gehörte zu den sogenannten Ville close de l'Anjou.

### Bevölkerungsentwicklung
| Jahr                       | 1962 | 1968 | 1975 | 1982 | 1990 | 1999 | 2010 | 2021 |
| Einwohner                  | 424  | 479  | 406  | 395  | 275  | 272  | 307  | 313  |
| Quellen: Cassini und INSEE |      |      |      |      |      |      |      |      |

## Sehenswürdigkeiten
- Kirche Saint-Loup aus dem 11. Jahrhundert mit Umbauten aus den nachfolgenden Jahrhunderten
- Ortsbefestigung
- Museumseisenbahn
- Schloss Malcombe
- Schloss Saint-Hubert
- Gutshof La Briche
- Les Trois Chiens (dt. Die drei Hunde) Steinreihe im Südwesten der Gemeinde

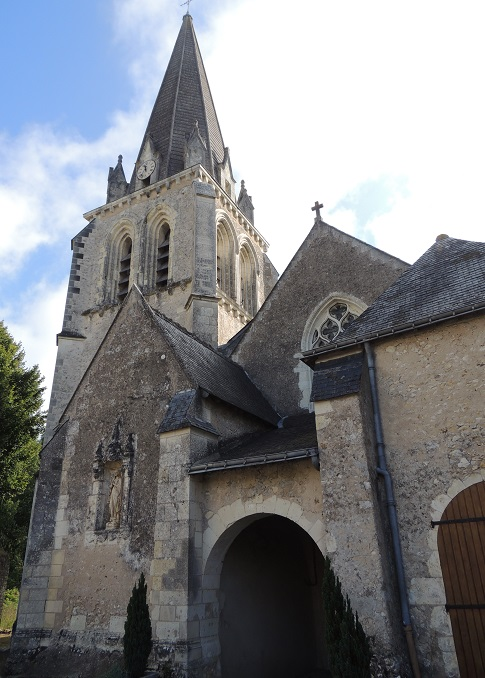
Kirche Saint-Loup
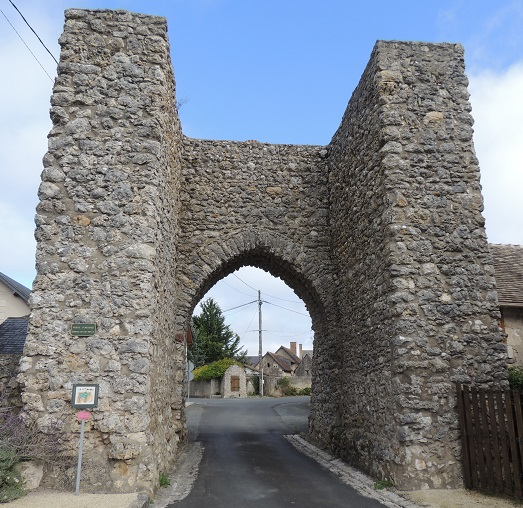
Tor in der Ortsbefestigung
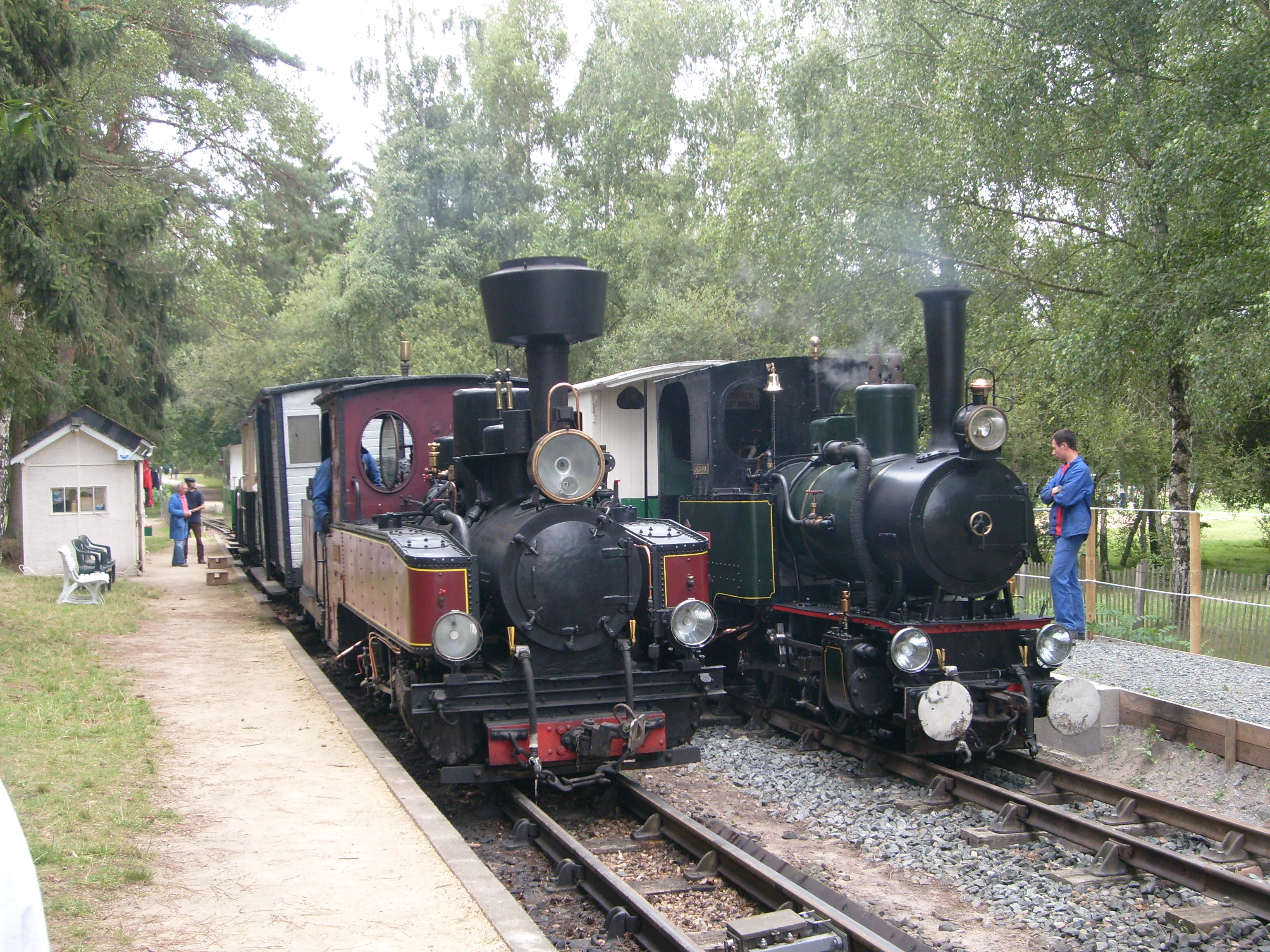
Lokomotiven der Museumseisenbahn
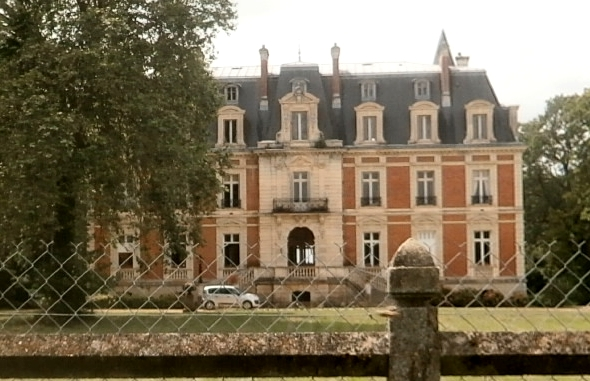
Gutshof La Briche

## Persönlichkeiten
- Aurélia Beigneux (* 1980), Politikerin